# リョコウバト
リョコウバト（旅行鳩、passenger pigeon、学名：Ectopistes migratorius）は、ハト目ハト科リョコウバト属に属する鳥類。絶滅種。北アメリカ大陸東岸に棲息していた。アメリカリョコウバトとも俗称される。
鳥類史上最も多くの数がいたと言われたが、乱獲によって20世紀初頭に絶滅した。

## 形態と生態

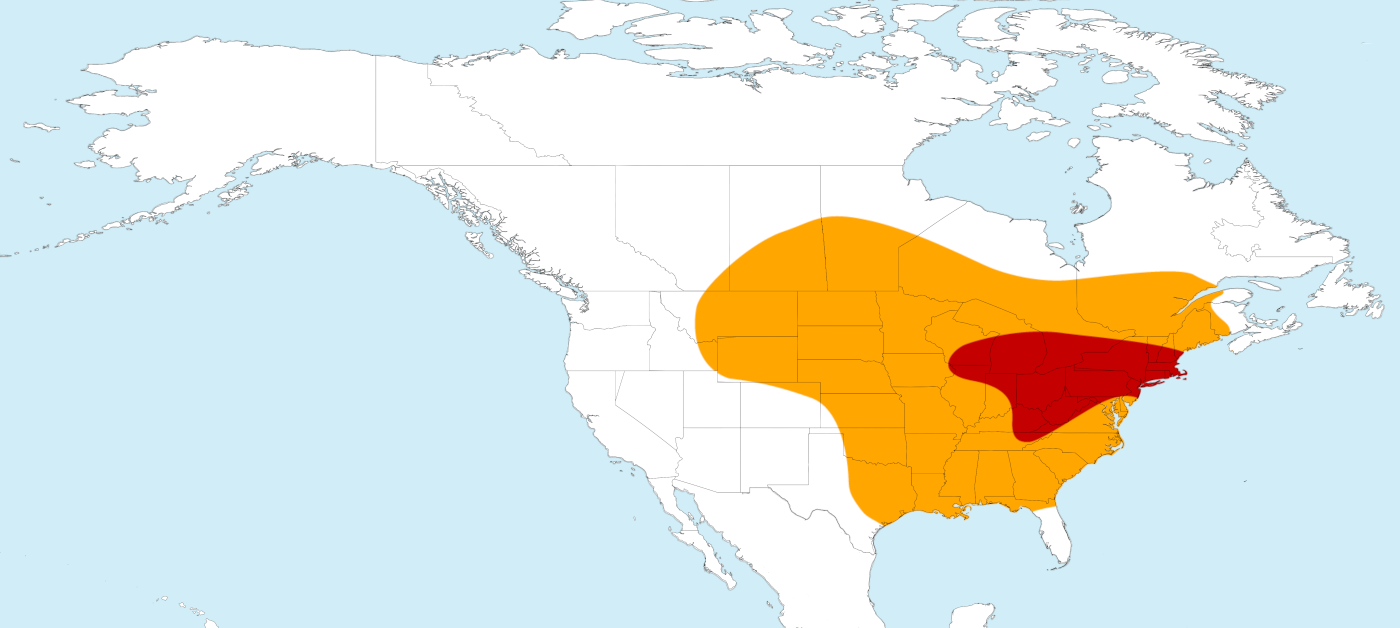
かつてのリョコウバトの生息域。赤色は繁殖地、オレンジ色は越冬地。

オスの頭部と上面は青灰色、下面はバラ色、くちばしは黒、脚は赤色。羽と尾は尖っていて長かった。メスはオスより色彩が地味で、背中が淡褐色、腹は灰色であった。くちばしから尾までの全長は、40センチメートルほどであった。
その名の通り渡りを行う鳩で、夏の営巣地はニューヨークから五大湖周辺にかけて、越冬地はメキシコ湾岸が主だった。移動速度は時速約60マイル（約96キロメートル）にも及んだという。巨大な群れをつくるのが特徴で、ウィスコンシン州の営巣地で850平方マイル（約2200平方キロメートル）に1億3600万羽が確認された例もある。1810年にケンタッキー州の営巣地の群れについて、22億3000万羽以上と推計がされた記録もある。止まり木にした木の枝が重みで折れることもあったといい、止まり木の下には雪のように糞が積もっていたという。鳥類の博物画家として有名なジョン・ジェームズ・オーデュボンは、1838年の日記に、頭上を通過中のリョコウバトの群れが、まるで空を覆い尽くすかのように3日間途切れることなく飛び続けたと記録している。18世紀には北アメリカ全土で約50億羽が棲息したと推定される。

## 絶滅の経緯
リョコウバトの肉は非常に美味であったと言われ、都会でも良い値段で売れたため、銃や棒を使用して多くの人々が捕獲を行った。
北アメリカの先住民たちもリョコウバトの肉を食用にしていたが、先住民たちはハトの繁殖期にはハト狩りを控えるなど、自然に対する配慮を守っており、必要以上にリョコウバトを殺すことはなかった。これに対し、17世紀以降にヨーロッパから北アメリカに入植して急速に勢力を拡大していた白人たちは、そのような配慮を一切持たなかった。これは、同じく白人たちの手で絶滅寸前に追いやられたアメリカバイソンやプロングホーンなど、他の北アメリカ在来の野生動物たちについても同じことが言える（ただし、19世紀のリョコウバトの数は異常であり、白人の入植によって先住民の人口が激減したことで生態系のバランスが崩れた結果激増した、という主張もある）。
とりわけ19世紀に入ると北アメリカにおける白人の人口は急増し、電報などの通信手段が発達すると効率的に狩猟が可能となり、食肉や飼料、また羽根布団の材料になる羽毛の採取を目的とした無制限な乱獲が行われるようになった結果、わずか数十年ほどでリョコウバトの数は激減していった。保護すべきとの声もあったが、それでもまだ莫大な数がおり検討されなかった。その間にもリョコウバトの数は減り続け、密猟が絶えなかった。ヒナまで乱獲される事態まで起こった。
1878年、ミシガン州のパトスキーの森林地域で10億近くのリョコウバトが発見された。その時点でこの数が群れとして存在しているのは奇跡に近かった。しかしながら人々は虐殺を行ったとされている。この事柄は「パトスキーの虐殺」とも呼ばれる事態となった。
1890年代に入るとその姿はほとんど見られなくなり、ようやく保護も試みられたが、すでに手遅れであった。
リョコウバトはそのかつての個体数とは裏腹に繁殖力の弱い鳥類であり、小さな集団では繁殖できず、繁殖期は年に1度で、しかも1回の産卵数は1個だけであった。そのため、現在ほど繁殖の技術が発達していない当時では、いったん大きく減った個体数を回復することは困難であった。また、19世紀以降、リョコウバトの本来の生息地であった森林の開発で減少に拍車をかけることとなった。
1906年にハンターに撃ち落とされたものを最後に、野生の個種は姿を消す。1908年に7羽、1910年8月にはオハイオ州のシンシナティ動物園で飼育されていた雌のマーサ（ジョージ・ワシントンの妻マーサから名をとった）のみとなる。マーサは動物園で生まれ、檻の中で一生を過ごした。1914年9月1日午後1時、マーサは老衰のため死亡し、リョコウバトは絶滅した。マーサの標本は現在スミソニアン博物館に収蔵されている。
これらの標本からDNAを抽出して、リョコウバトを復活させようという動きがある。

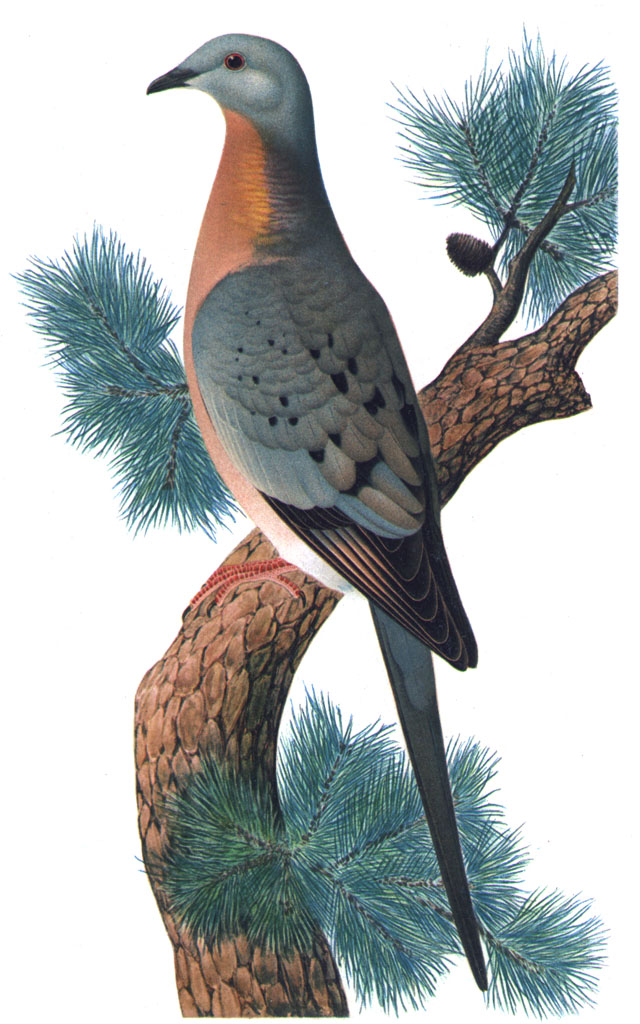
オス（イラスト）
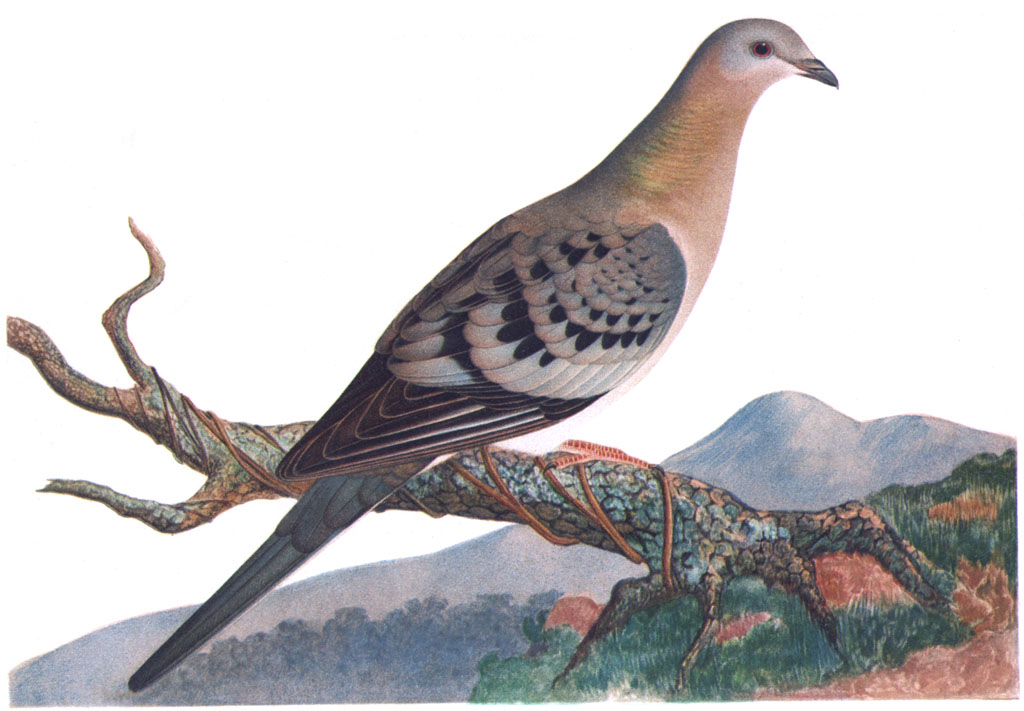
メス（イラスト）
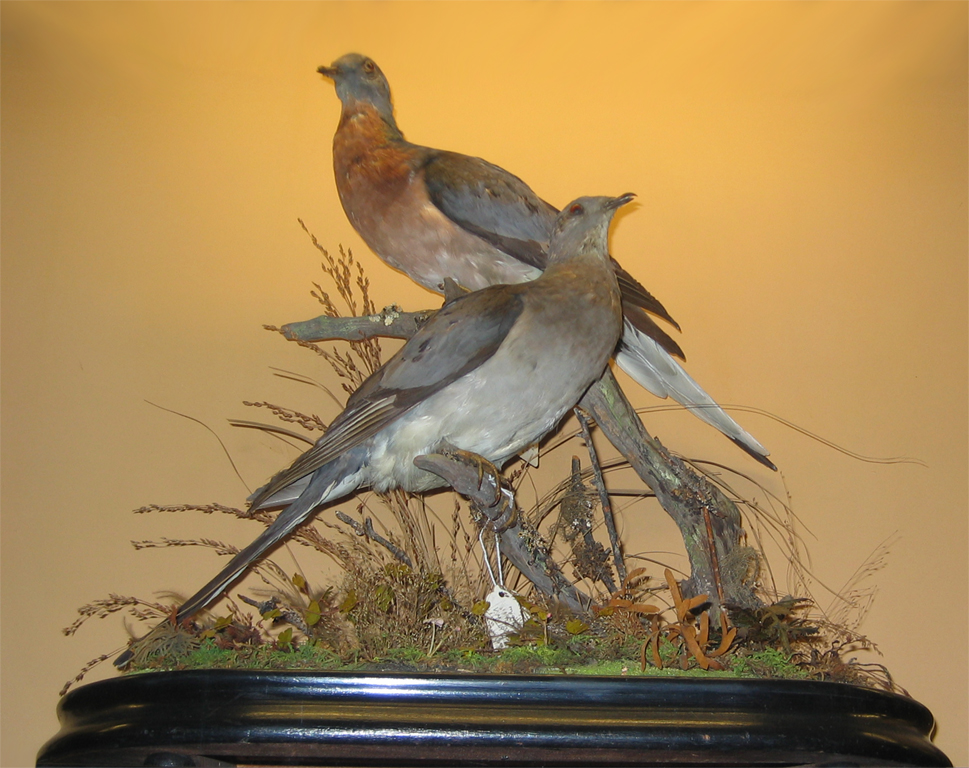
剥製
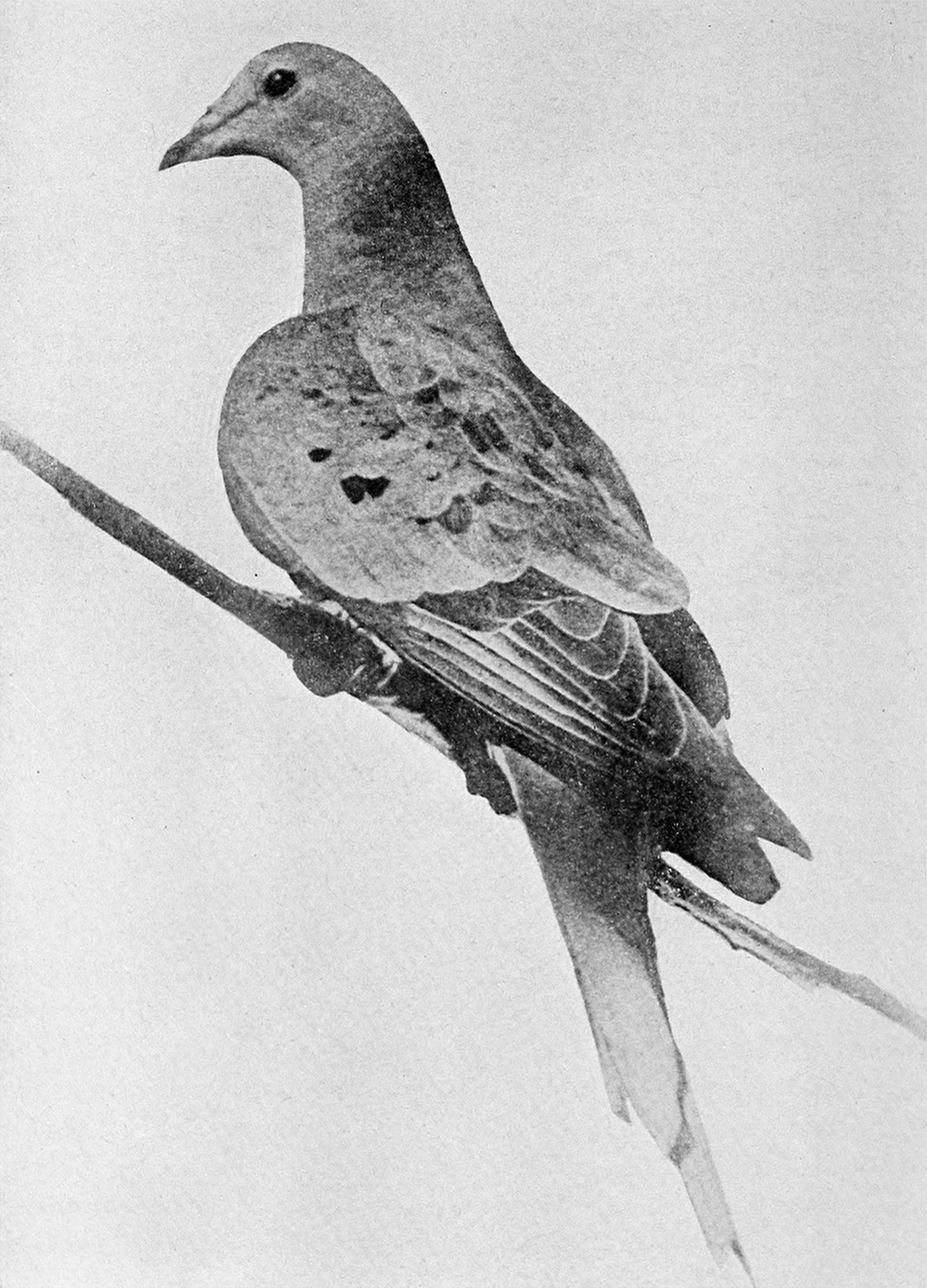
最後の一羽となった「マーサ」
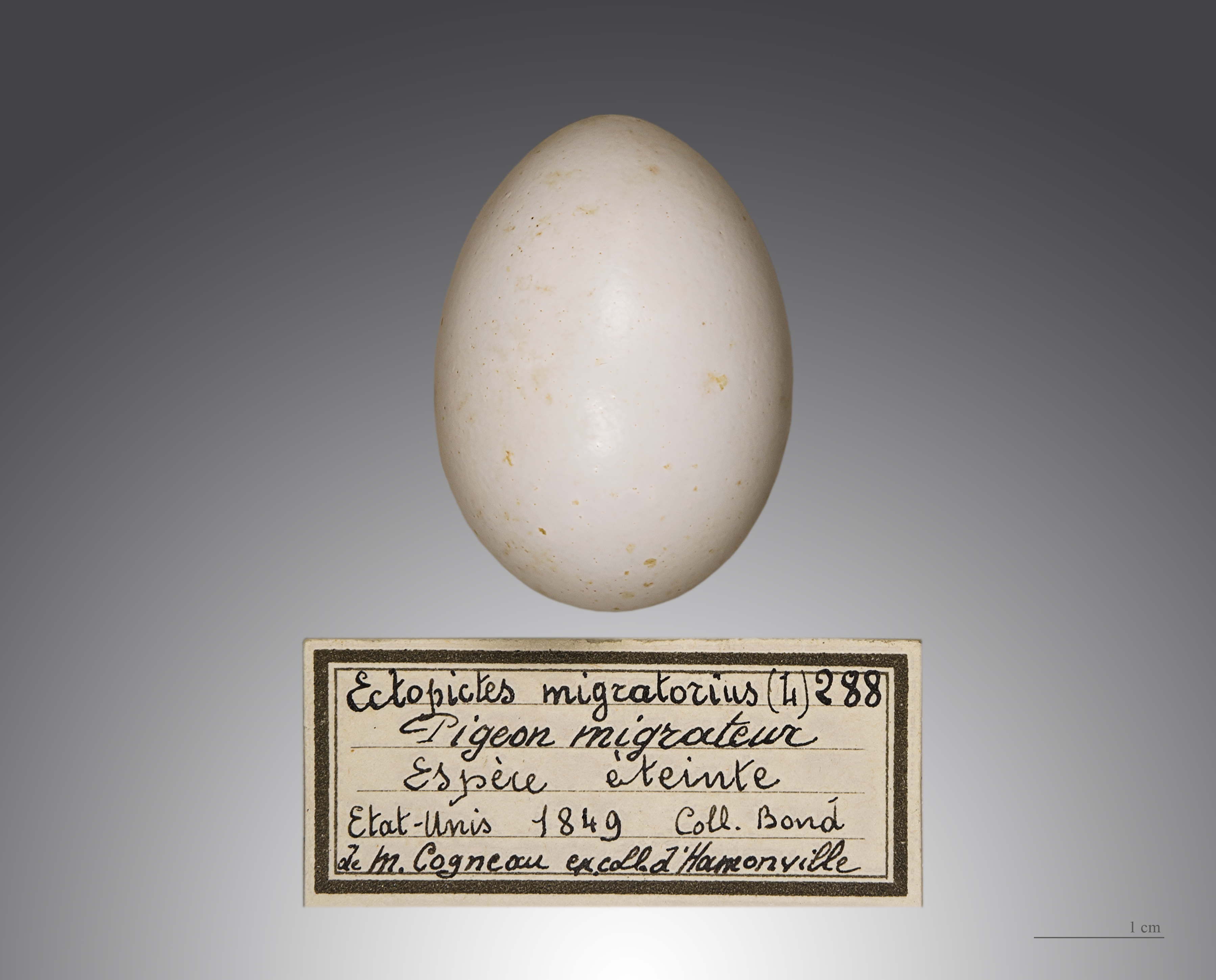
卵